# Kōichi Tanaka
Kōichi Tanaka (田中耕一?) (Toyama, Japón, 3 de agosto de 1959) es un ingeniero químico japonés galardonado con el Premio Nobel de Química del año 2002.

## Biografía
Se graduó en química en la Escuela de Ingeniería en la Universidad de Tohoku en 1983.
En abril de aquel año, es asignado al Laboratorio de Investigación Central de Shimadzu Corporation, situada en Kioto.
En mayo de 1986 es transferido al Equipo de División Científica de ese departamento.
En mayo de 1989 gana el Premio al Estímulo de la Sociedad de Espectroscopía de Masas de Japón.
En enero de 1992, fue transferido temporalmente a KRATOS Analytic Ltd. (una filial de Shimadzu Corporation) en Mánchester (Inglaterra) por el periodo de un año. Esto era su primera experiencia de residir en el ultramar, y esto era una experiencia desconcertante desde varios puntos de vista, lo más prominente la lengua y la cultura.

## Investigaciones científicas
Admirado por sus colegas por su minuciosidad y su forma estructurada de trabajo. «Es, incluso para parámetros japoneses, un animal de trabajo», dijo Martin Resch, que trabaja en la empresa de aparatos de laboratorio Shimazu, al igual que Tanaka, de 43 años.
Tanaka adquirió notoriedad en 1987, al presentar en un simposio un método de análisis nuevo desarrollado por él y llamado «Soft Laser Disorption», por el que las moléculas de proteína son cargadas eléctricamente con láser, para dejarlas volar libremente y analizarlas. De esta forma, también es posible analizar macromoléculas biológicas en un espectrómetro de masa.
Actualmente dirige el Departamento de investigación de la corporación Shimadzu en Kioto.
Kōichi Tanaka recibió el Premio Nobel de Química en 2002, junto con John B. Fenn por «el desarrollo de métodos de identificación y de análisis estructural de macromoléculas biológicas». El otro laureado en Química ese año fue Kurt Wüthrich.